# أندريس بيريا
أندريس بيريا (بالإسبانية: Andrés Felipe Perea؛ بالإنجليزية: Andrés Felipe Perea) هو لاعب كرة قدم كولومبي وأمريكي في مركز الوسط، ولد في 14 نوفمبر 2000 في تامبا في الولايات المتحدة. لعب مع أتلتيكو ناسيونال.

## وصلات خارجية
- أندريس بيريا على موقع الدوري الأمريكي (الإنجليزية)
- أندريس بيريا على موقع قاعدة بيانات كرة القدم.إي يو (الإنجليزية)
- أندريس بيريا على موقع ناشيونال فوتبول تيمز (الإنجليزية)
- أندريس بيريا على موقع Soccerway.com (الإنجليزية)